# Irsogladin
Irsogladin je inhibitor fosfodiesteraze.